# Super Monkey Ball: Banana Blitz
Super Monkey Ball: Banana Blitz ist ein Geschicklichkeitsspiel für Nintendo Wii. Es ist Teil der Super-Monkey-Ball-Spiele.

## Inhalt
Das Spiel stellt den bösen Piraten namens Captain Crabuchin vor. Er hat das Goldene Bananenbündel gestohlen. AiAi und seine Freunde sind auf der Suche nach den gestohlenen Bananen.

## Spielprinzip
Wie bei den vorherigen von Super Monkey Ball besteht das Ziel von dem Spiel, das Ziel zu erreichen, bevor die Zeit abgelaufen ist. Das Spiel umfasst insgesamt 100 Hauptlevel und 50 Minispiele. Im Gegensatz zu früheren Spielen der „Super Monkey Ball“-Serie bietet dieses Spiel acht Bosskämpfe. Der Wii-Controller wird parallel zum Boden gehalten, wobei die Affenfigur basierend auf der Neigung der Spielwelt rollt, was direkt der relativen Neigung des Wii-Controllers entspricht. Der Analogstick am Nunchuk-Aufsatz kann die Kamera steuern, ist aber völlig optional. Zum ersten Mal in einem Super Monkey Ball-Spiel können Spieler springen. Eine weitere Neuerung ist, dass jeder Charakter besondere Fähigkeiten hat und sich anders steuern lässt.

## Rezeption
Das Spiel erhielt durchschnittliche bis gute Kritiken. EGM bewertete das Spiel mit 6,2 und sagte, dass das neue Wii-Remote-basierte Steuerungsschema das Spiel übermäßig schwierig machte, aber das Spiel trotzdem Spaß machte. IGN gab dem Spiel 8,4 von 10 Punkten sagte, dass man die Steuerung leicht erlernen kann. GameSpot lobte auch die Steuerung, kritisierte aber die Einzelspielermodus, da sie zu kurz sei. Zudem sagte auch GameSpot, dass „Banana Blitz“ eines der „besten in der Serie“ sei. Kosta Andreadis von Hyper lobte das Spiel für seine herausragenden Partyspiele, die großartige Verwendung von Wii-Mote für das Hauptspiel und seinen Multiplayer-Modus. Er kritisierte jedoch seine Bosskämpfe, da sie zu langweilig seien.